# Gmina Kijevo
Gmina Kijevo (chorw. Općina Kijevo) – gmina w Chorwacji, w żupanii szybenicko-knińskiej. W 2011 roku liczyła  417 mieszkańców.